# Kim Chae-un
Kim Chae-un (kor. 김채운; * 20. März 2000) ist ein südkoreanischer Fußballspieler.

## Karriere
Kim Chae-un erlernte das Fußballspielen in der Schulmannschaft der Incheon Namdong Elementary School und in der Jugendmannschaft von Incheon United. Hier unterschrieb er 2019 auch seinen ersten Profivertrag. Das Fußballfranchise aus Incheon spielte in der ersten Liga des Landes, der K League 1. Sein Profidebüt gab er am 6. Juli 2019 im Auswärtsspiel gegen Ulsan Hyundai. Hier wurde er in der 80. Minute für Lee Je-ho eingewechselt.